# Euchromia oenoniella
Euchromia oenoniella är en fjärilsart som beskrevs av Embrik Strand 1917. Euchromia oenoniella ingår i släktet Euchromia och familjen björnspinnare. Inga underarter finns listade i Catalogue of Life.